# Angraecum magdalenae
Angraecum magdalenae är en orkidéart som beskrevs av Rudolf Schlechter och Joseph Marie Henry Alfred Perrier de la Bâthie. Angraecum magdalenae ingår i släktet Angraecum och familjen orkidéer.
Artens utbredningsområde är Madagaskar.

## Underarter
Arten delas in i följande underarter:
- A. m. latiilabellum
- A. m. magdalenae

## Bildgalleri

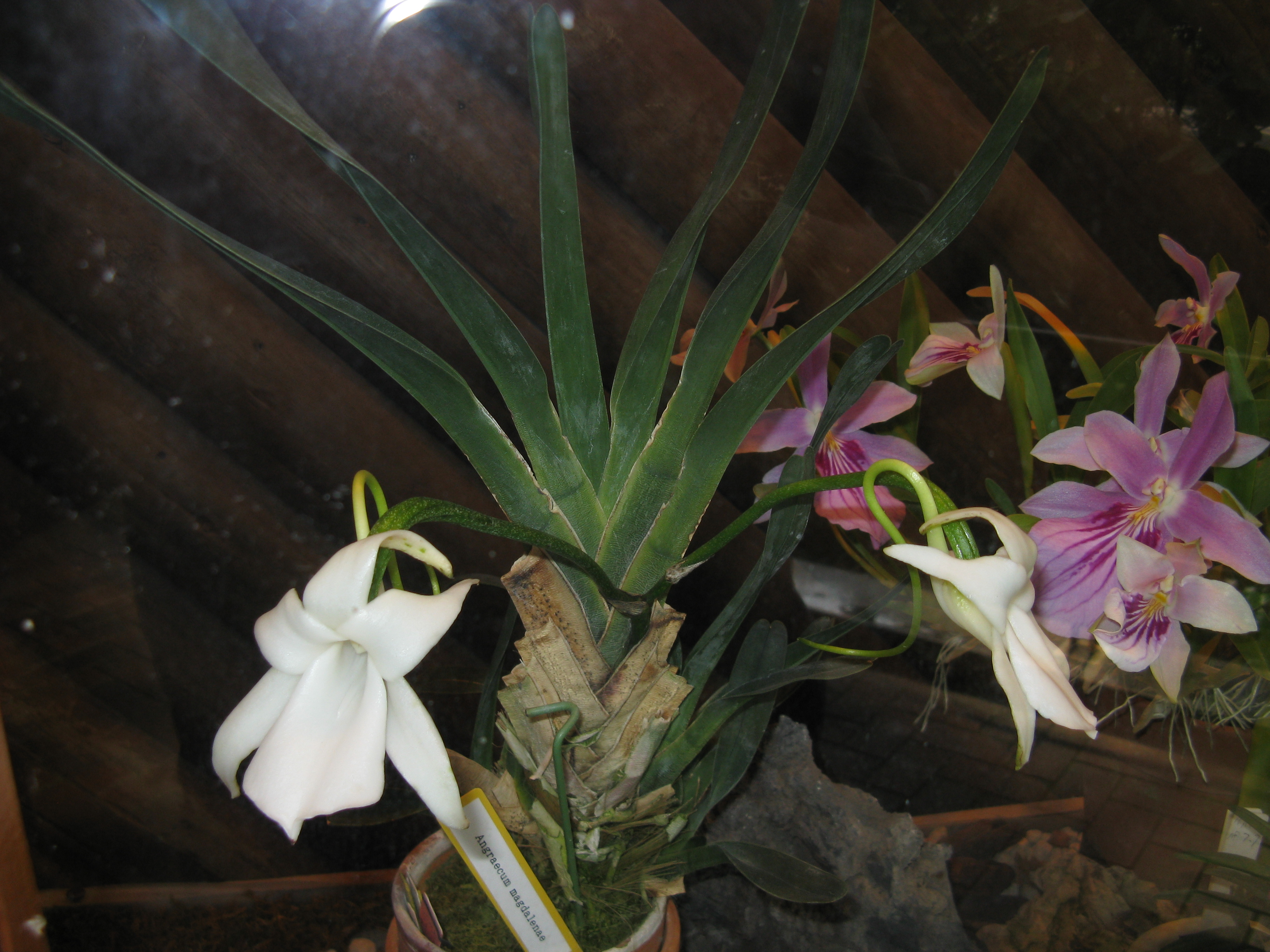
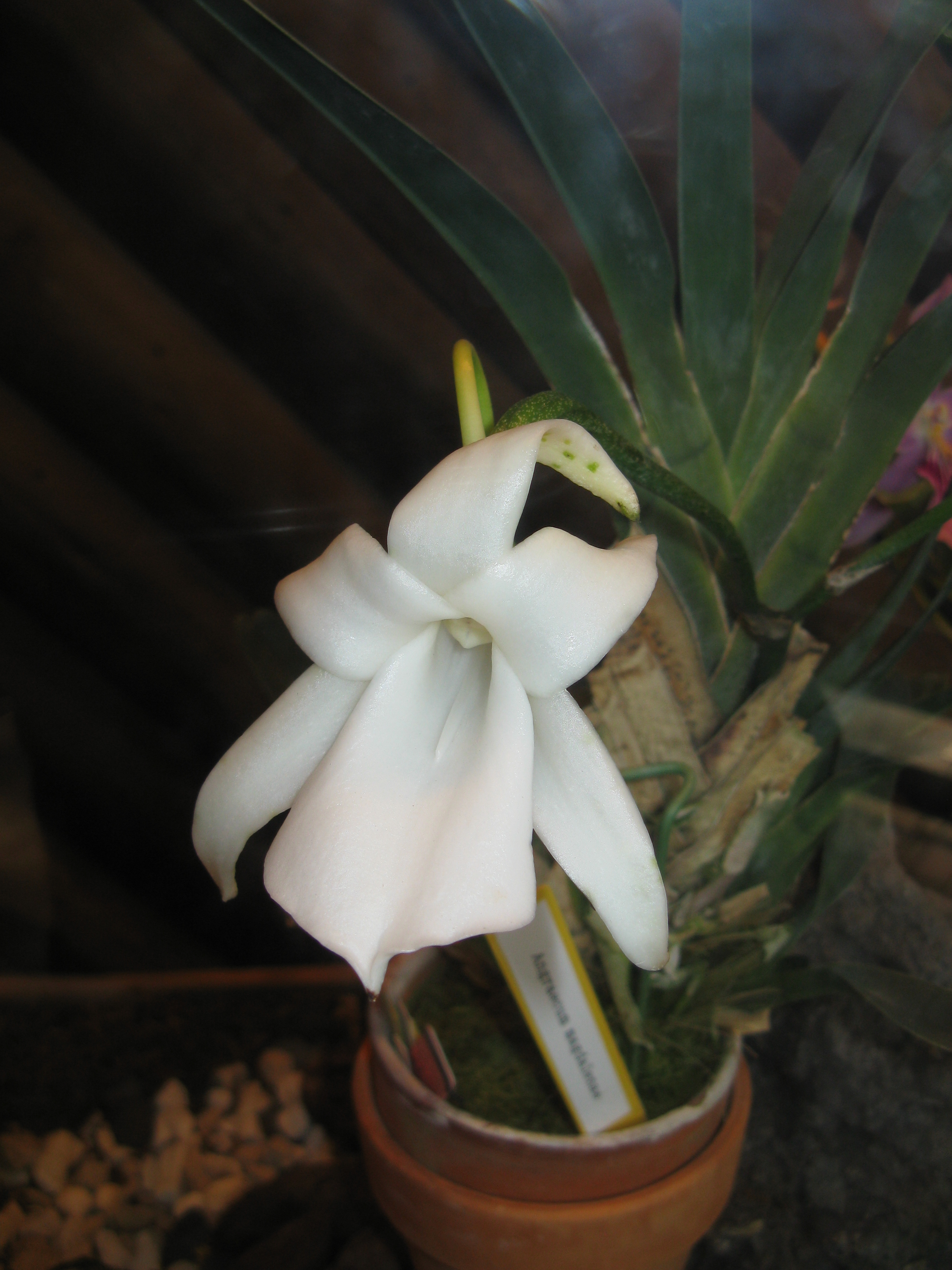
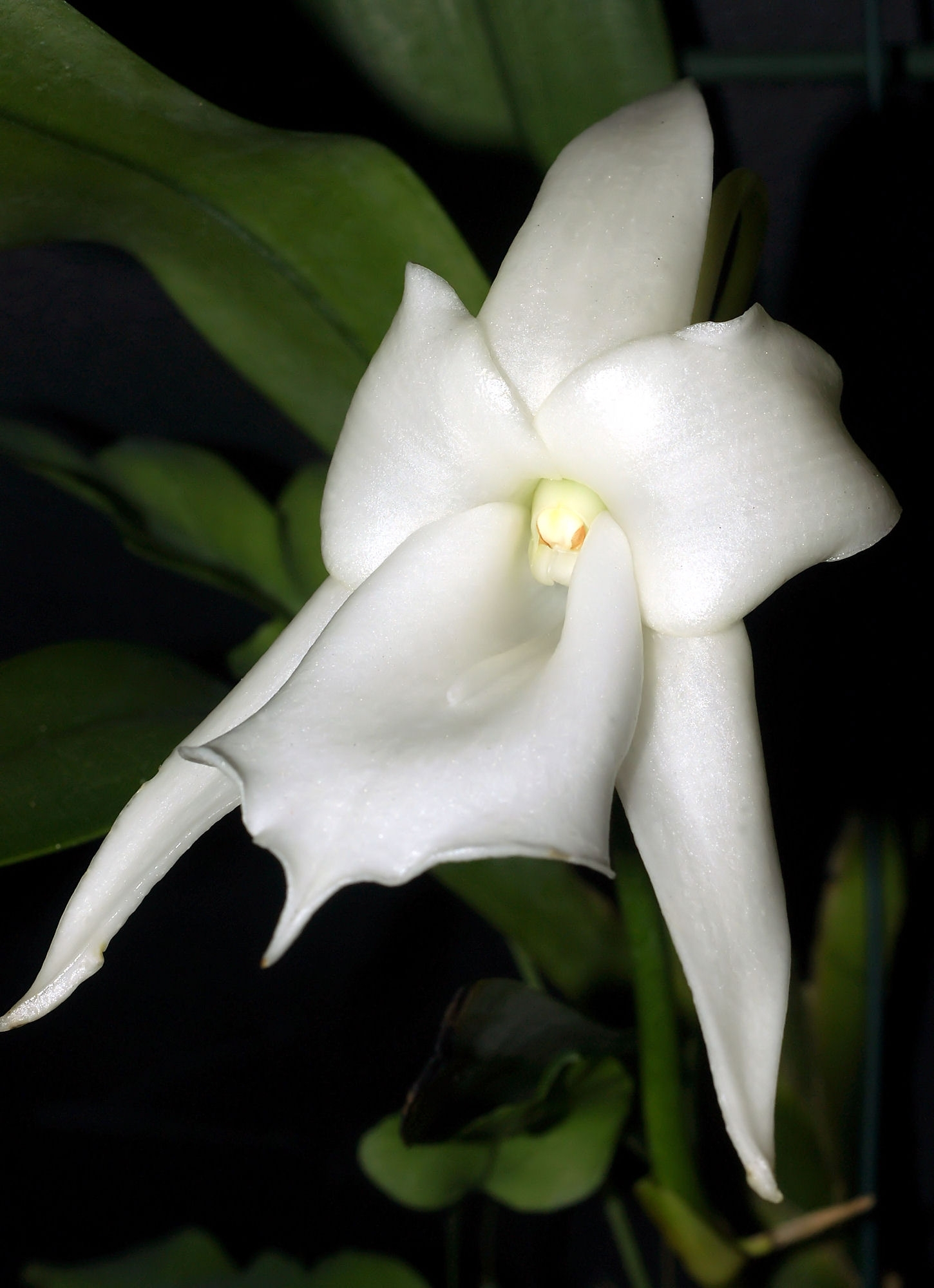
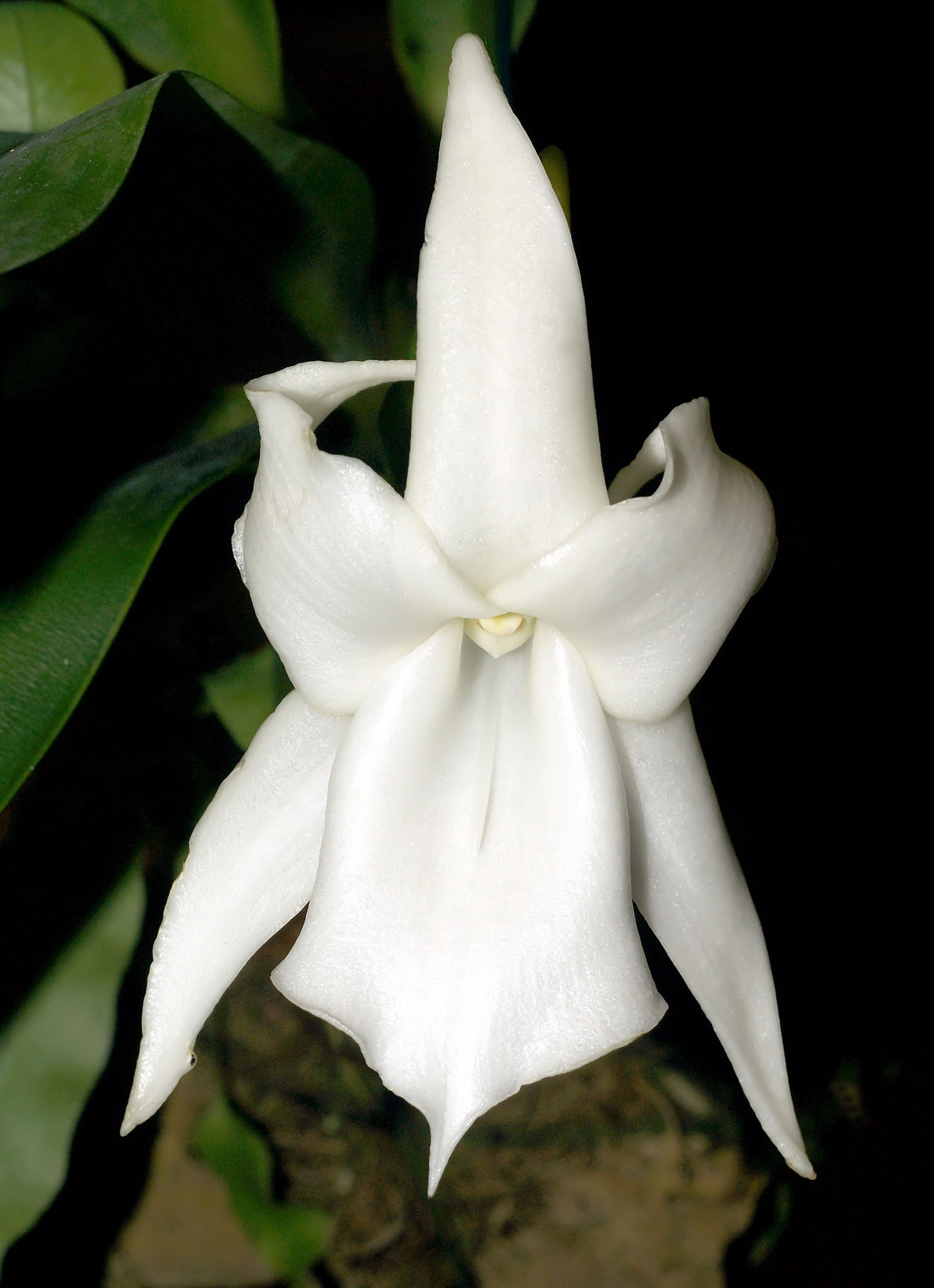